# Ones Love

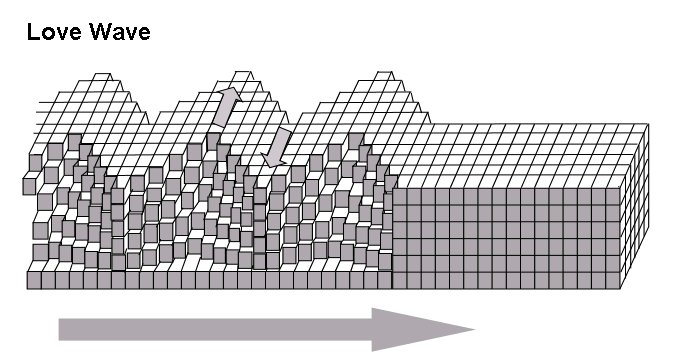
Com funcionen les ones Love

En elastodinàmica, les ones Love, que reben el nom d'Augustus Edward Hough Love, són ones superficials polaritzades horitzontalment. L'ona de Love és el resultat de la interferència de moltes ones de cisalla (ones S) guiades per una capa elàstica, que està soldada a un mig espai elàstic d'un costat mentre voreja un buit a l'altre costat. En sismologia, les ones de Love (també conegudes com ones Q (Q uer: alemany per lateral)) són ones sísmiques superficials que provoquen un desplaçament horitzontal de la Terra durant un terratrèmol. Augustus Edward Hough Love va predir l'existència de les ones que després reberen el seu nom, matemàticament el 1911. Formen una classe diferent, diferent d'altres tipus d'ones sísmiques, com les ones P i les ones S (ambdues ones corporals), o les ones de Rayleigh (un altre tipus d'ones superficials). Les ones Love viatgen amb una velocitat menor que les ones P o S, però més ràpid que les ones de Rayleigh. Aquestes ones només s'observen quan hi ha una capa de baixa velocitat sobre una capa/subcapes d'alta velocitat.
El moviment de partícules d'una ona Love forma una línia horitzontal perpendicular a la direcció de propagació (és a dir, són ones transversals). En moure's més endins al material, el moviment pot disminuir a un "node" i després augmentar i disminuir alternativament a mesura que s'examinen capes més profundes de partícules. L'amplitud, o moviment màxim de partícules, sovint disminueix ràpidament amb la profunditat.